# فابیو گالو
فابیو گالو (انگلیسی: Fabio Gallo؛ زادهٔ ۱۱ سپتامبر ۱۹۷۰) بازیکن فوتبال اهل ایتالیا است.
از باشگاه‌هایی که در آن بازی کرده‌است می‌توان به باشگاه فوتبال اینتر میلان، باشگاه فوتبال اسپتزیا، باشگاه فوتبال آلساندریا، باشگاه فوتبال تورینو، باشگاه فوتبال برشا، باشگاه فوتبال آتالانتا، باشگاه فوتبال کومو، باشگاه فوتبال نووارا، و باشگاه فوتبال ترنانا اشاره کرد.